# Tosanoides obama
Tosanoides obama Pyle, Greene & Kosaki, 2016 è un pesce d'acqua salata appartenente alla famiglia Serranidae.

## Tassonomia
Questa specie è stata dedicata al 44º presidente degli Stati Uniti d'America, Barack Obama, dai suoi scopritori, Richard Pyle, Brian Greene e Randall Kosaki nel dicembre 2016, "In riconoscimento dei suoi sforzi per proteggere e preservare l'ambiente naturale, in particolare con la sua decisione di espandere il Papahānaumokuākea Marine National Monument diverse settimane dopo la scoperta di questa nuova specie".

## Distribuzione e habitat
T. obama è diffusa nel Pacifico centro-orientale, nelle acque costiere del reef corallino delle isole Hawaii.

## Descrizione
Raggiunge una lunghezza massima di 4,3 cm.